# Bibio adjunctus
Bibio adjunctus är en tvåvingeart som beskrevs av Hardy och Takahashi 1960. Bibio adjunctus ingår i släktet Bibio och familjen hårmyggor. Inga underarter finns listade i Catalogue of Life.